# Nazanin Malaei
Nazanin Malaei (persiska: نازنین ملایی), född 28 januari 1992 i Bandar-e Anzali, är en iransk roddare.
Vid olympiska sommarspelen 2020 i Tokyo slutade Malaei på femte plats i B-finalen i singelsculler, vilket var totalt 11:e plats i tävlingen.